# Norbert Riedel
Norbert Riedel (1914 – 1963) è stato un ingegnere tedesco.

## Biografia

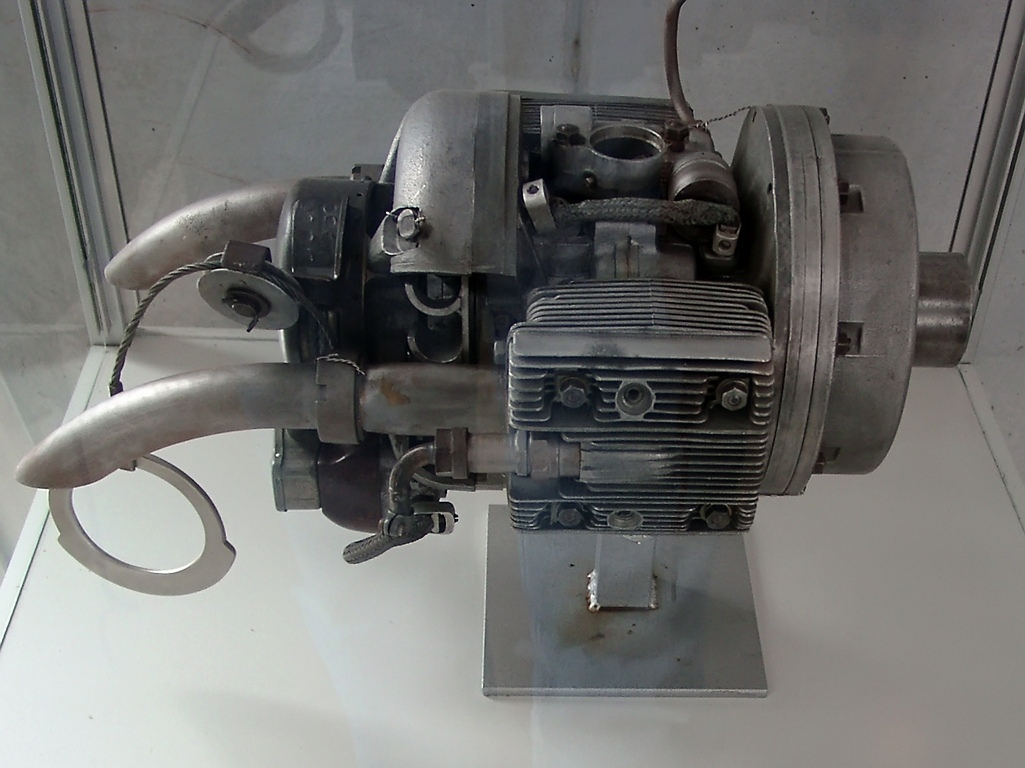
Il Riedel-Anlasser, lo starter per turbogetti realizzato da Norbert Riedel nel 1941

Laureatosi precocemente in ingegneria, nel 1935 iniziò a lavorare nell'industria motociclistica, prima alla Ardie e poi alla Victoria.
Durante il periodo bellico venne incaricato di sviluppare il sistema di avviamento dei motori destinati ad equipaggiare il celeberrimo Messerschmitt Me 262, primo aereo a getto della storia, costruito in serie. 
Riedel risolse brillantemente il problema realizzando il Riedel-Anlasser, un piccolo motore bicilindrico contrapposto a 2T, con avviamento a strappo, in grado di mettere in moto i turbogetti a compressione assiale "Jumo 004" prodotti dalla Junkers, parimenti agli "RLM 109-003" prodotti dalla BMW.

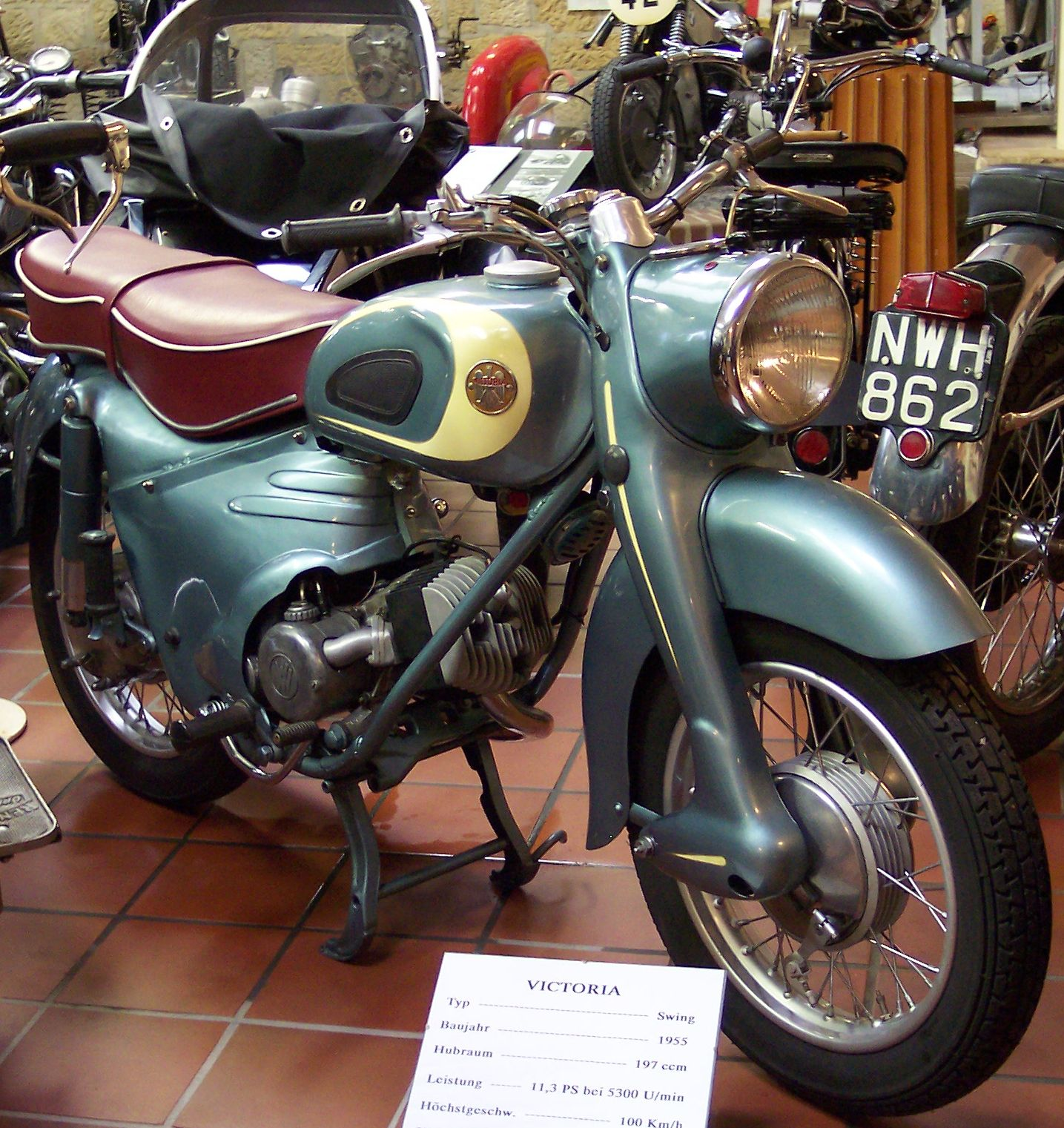
Il Victoria Swing del 1955 conservato al Motorrad-Museum di Ibbenbüren

Nel secondo dopoguerra fondò la Riedel Motoren AG, allo scopo di costruire la Imme R 100,  una rivoluzionaria motoleggera di sua progettazione, particolarmente adatta al periodo per la grande semplicità ed economia costruttiva, ma dotata di soluzioni tecnologiche originali e molto avanzate, che venne presentata nel 1947.
A causa di sopravvenuti problemi economici, nel 1950, la "Riedel" entrò in amministrazione controllata ed egli fu esautorato e costretto ad abbandonare l'impresa che, comunque, dichiarò fallimento nell'anno successivo.
Nel 1954 fece ritorno come progettista alla Victoria, dove realizzò altre due motoleggere, "Swing" e "Peggy", di altissimo contenuto tecnologico, con motore, forcellone e trasmissione oscillanti. 
Il modello "Swing" è addirittura dotato di cambio a comando elettromagnetico; una soluzione che verrà ripresa, alla fine degli anni novanta, per il cambio dei motori di Formula 1 e, in seguito, adottata su molte autovetture del XXI secolo. 
Durante una vacanza in montagna, nel 1963, Riedel morì travolto da una valanga sulle piste da sci.